# 德语方言
德语方言（Deutsche Dialekte）属于西日耳曼方言连续体的一部分，包含数种主要的语言变体。主要的方言有上部德语、中部德语和低地德语（及荷兰语方言），標準德語源自高地德語，高地德語包含上部德语、中部德语。在欧洲的德语区以外，还有北美的宾夕法尼亚德语、胡特尔德语、阿马纳德语，以及南美的巴西德语和Alemán Coloniero。各语言变体之间有较为显著的差异，使用者有时不能互相通话。

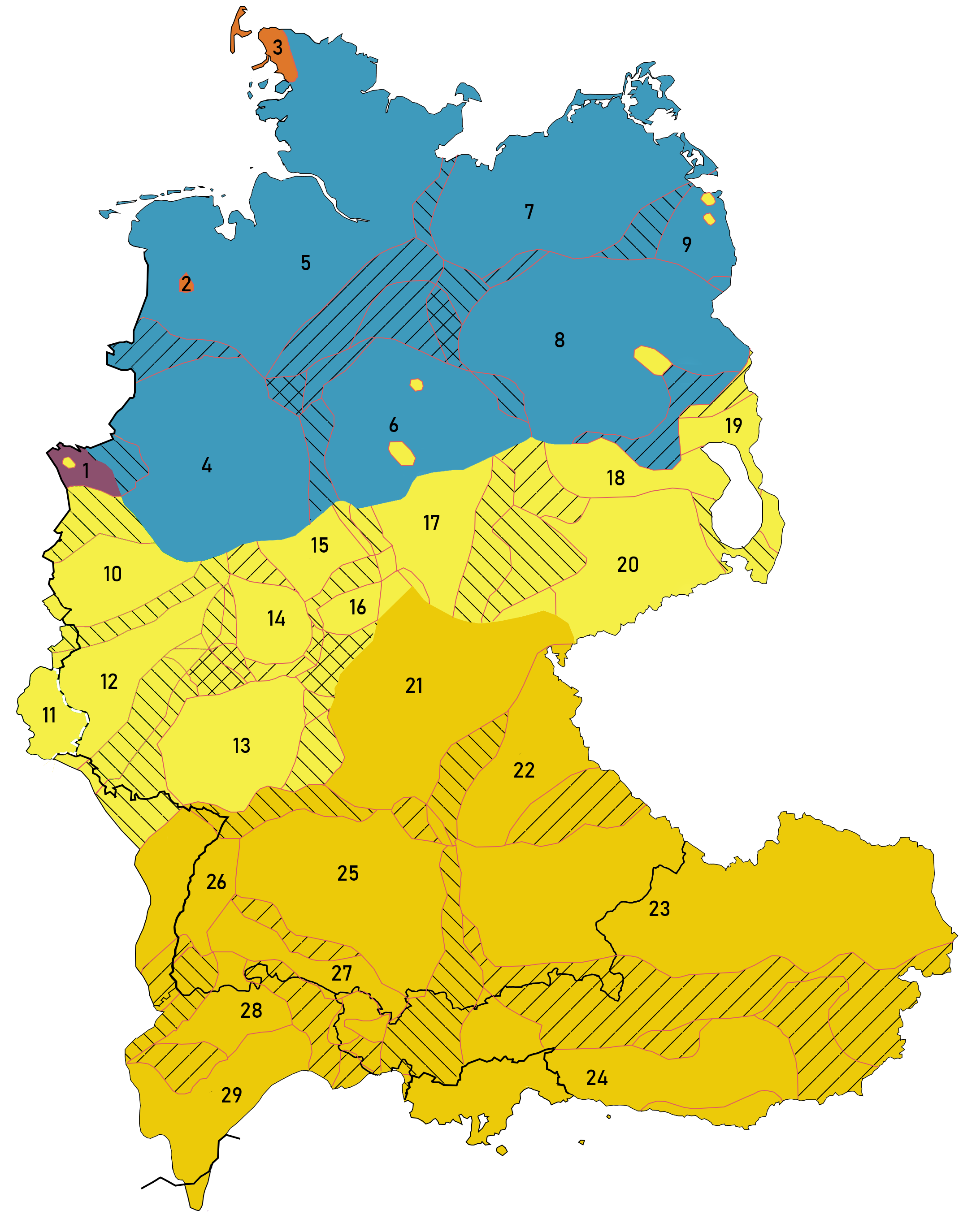
德語方言